# 일식

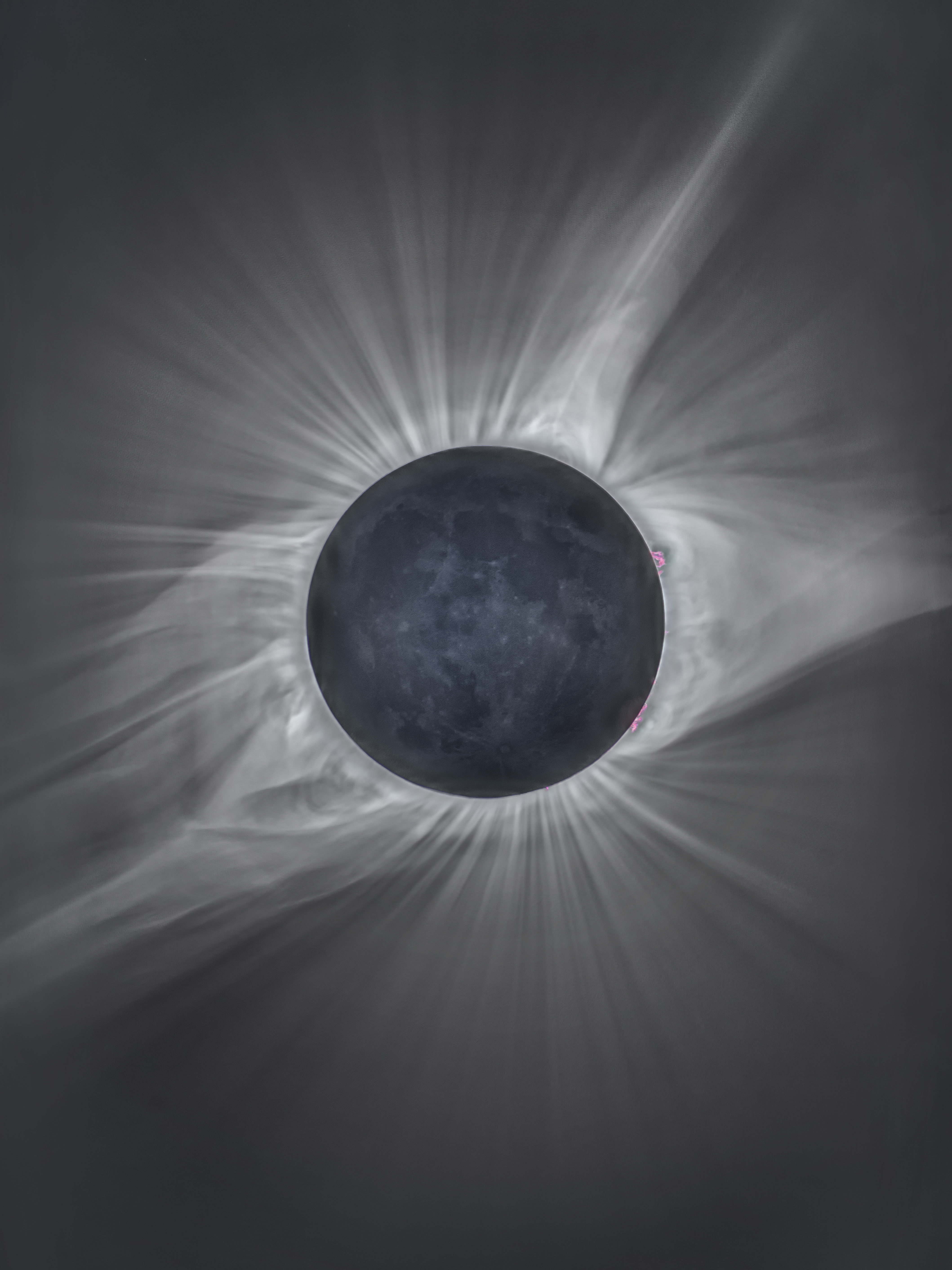
2017년 8월 21일 일식.

일식의 궤도

일식(日蝕, 문화어: 해가림, 영어: solar eclipse 솔라 이클립스[*])은 달이 태양의 전부 또는 일부를 가리는 천문현상을 말한다. 지구 표면에서 볼 때의 태양과 달의 시직경이 비슷하고, 지구가 태양 주위를 도는 궤도면(황도)과 달이 지구 주위를 도는 궤도면(백도)이 거의 일치하여 달이 지구 주위를 돌면서 태양의 앞쪽으로 지나 태양을 가리는 경우가 생기는데, 이 때를 일식이라고 한다. 태양이 달에 완전히 가리면 개기일식(皆旣日蝕), 일부만을 가리면 부분일식(部分日蝕), 해와 달이 겹쳐졌으나 달이 해를 전부 가리지 못해서 반지 모양으로 가려지면 금환식(金環蝕) 또는 금환일식이라 한다.
일식은 태양과 달이 합을 이루는 초하룻날에 볼 수 있지만, 매달 일어나지는 않는다. 달의 궤도는 지구가 태양을 도는(또는 지구에서 볼 때 태양이 지구를 도는) 천구상의 궤도인 황도와 달이 지구를 도는 궤도인 백도는 5도 이상 기울어져 있어서, 달이 드리우는 그림자는 종종 지구를 빗겨 간다. 또한, 달은 타원의 궤도를 돌므로 지구에서 멀어졌을 때 달의 시직경이 태양을 전부 가리지 못할 정도로 작아질 수 있다. 일식은 매년 최소 2회에서 5회까지 발생하며, 그중 개기일식은 2회를 넘지 않는다. 그러나, 지구상의 한 지역에서의 개기일식은 드문데, 이는 일식이 지표면 위로 달의 그림자 또는 본그림자가 지나는 좁은 길을 따라 일어나기 때문이다.
일식은 자연적인 현상이지만 일부 고대나 근대 문화에서는 초자연적 원인에 의해 일어나거나 불길한 징조로 여겨지기도 했다. 천문학적인 이해가 없는 사람들에는 대낮에 해가 사라지는 것처럼 보여 두려워할 수 있었던 것이다.
일식 때 태양을 직접 바라보는 것은 눈에 영구적인 손상을 줄 수 있으므로, 일식 관측에는 특별한 보호 장비(태양 안경 등)나 간접적으로 관측하는 기술이 사용된다. 개기일식에서 완전히 가려진 태양만을 보는 것은 기술적으로는 안전하지만, 대부분의 사람들은 일식의 상태를 식별하는 데 익숙하지 않기에 위험이 있다. 고정된 장소에서 그러한 상태는 2시간여의 총 시간 동안 최고 7.5분 동안만 지속된다. 먼 곳까지 예상된 일식을 관측하기 위해 여행하는 사람들에는 '일식 추적자'(eclipse chasers) 또는 '반그림자 애호가'(umbraphiles)라는 명칭이 붙어 있다.

## 분류
일식은 식이 최대로 진행되었을 때의 상태에 따라 다음과 같이 구분한다.
- 개기일식(Total Eclipse)(문화어: 옹근일식) : 달의 각크기가 태양의 각크기보다 크거나(즉, 근지점, 슈퍼문) 같을 때, 달이 태양을 완전히 가리는 경우.
- 금환일식(Annular Eclipse) : 달의 각크기가 태양의 각크기보다 작아 태양을 완전히 가리지 못했을 때(즉, 원지점), 달이 해의 내부에 완전히 들어간 경우.
- 부분일식 : 달이 태양의 부분만을 가리는 경우.
- 혼성일식 또는 금환개기일식(Hybrid Eclipse) : 지역에 따라 개기일식 또는 금환일식으로 관측되는 경우.달의 각크기가 태양의 각크기보다 미세하게 작을 경우.

달의 궤도는 태양 주위를 도는 지구궤도보다 약 5° 기울어져 있어서 일식과 월식은 자주 일어나지는 않는다. 일식이나 월식은 지구와 태양과 달이 거의 일직선을 이루었을 때만 나타나기 때문이다. 달이 지구에 가까울 때 일식 현상이 일어나면 달이 태양을 완전히 숨기게 되어 이른바 개기일식(皆旣日蝕)이 된다. 그러나 달이 지구보다 멀리 떨어져 있을 때 일식 현상이 일어나면 달은 태양을 다 가리지 못하여 주변이 반지처럼 남는 금환식(金環蝕)이 된다.
개기일식에서는 달그림자가 원뿔 모양으로 늘어나 그 꼭짓점이 지구 표면에 도달한다. 이 그림자를 본영(本影)이라 한다. 이 지점에서 보면 개기일식이 된다. 본영의 바깥쪽에 있는 넓은 반영(半影) 부분에서 보면 달의 중심이 태양의 중심에서 빗나가 있어 이른바 부분일식을 볼 수 있다.
달의 궤도 운동에 의해 개기일식을 볼 수 있는 지점은 지구 표면 위를 서쪽에서 동쪽으로 옮겨간다. 그림자의 중심이 지나가는 지점에서 관측할 때, 달은 서쪽에서 태양을 뒤쫓아와 태양의 모양이 이지러지기 시작하여 부분일식이 되며, 이 부분일식이 점차 깊어져 개기일식이 되고, 그것이 끝나면 다시 태양이 서쪽에서 모습을 드러내기 시작하여 다시 부분을 가리게 된다.
개기일식이 이어지는 시간은 길어도 7분 30초 정도이다. 개기일식이 되면 눈부신 태양 반구가 달에 가려지기 때문에 태양의 상층 대기인 채층(彩層)이나 그 위쪽으로 확산되는 코로나를 관측할 수 있다. 금환식 때는 달 그림자 본영의 꼭짓점이 지구 표면에 도달하지 않는다. 따라서 그 연장선상의 지점에서 보는 것이 되므로, 달이 태양보다 작아 보이는 금환식이 된다. 반영이 넓은 지역에서 부분 일식을 볼 수 있는 것은 개기일식의 경우와 같다. 금환식에서는 동쪽에서 서쪽으로 감에 따라 달이 오른쪽(서쪽)에서 태양을 쫓아 추월해 가는 모습을 볼 수 있다.
지구에서 달까지의 거리가 상대적으로 멀어지고, 태양까지의 거리가 다소 가까워지면 달의 시지름이 태양의 시지름보다 상대적으로 작아지는데, 이때 달이 태양의 광구(光球)를 완전히 가리지 못하므로 본영(本影)이 지표에까지 닿지 못하여 금환식현상이 생긴다. 달그림자는 지표 표면을 서에서 동으로 이동해 간다. 본영이 지구 전체로 보면 최초로 상륙하는 것은 일출 지점이며, 이 지점에서는 달과 지표와의 거리가 멀기 때문에 본영의 꼭짓점이 지표에 도달하지 않고 금환식이 된다. 그러나 본영이 동쪽으로 옮겨가서 낮에 일식이 일어나는 지점에 접어들 무렵에는 지구의 반지름 정도 되는 달과 지표 사이의 거리가 좁아지게 되므로 본영의 꼭짓점이 지표에 도달하여 개기일식 현상을 볼 수 있다. 그리고 본영이 동쪽으로 옮겨가서 지구 전체적으로 일식을 볼 수 있는 마지막 지점에 이르면 일식은 그 지방의 일몰 전에 일어나 다시 금환식이 된다. 이와 같이 하나의 일식이 지역에 따라 개기일식이 되거나 금환식이 되는 경우를 금환 개기식이라 한다. 또 달이 태양을 추월하여 일식이 일어날 때 달이 태양의 북쪽 또는 남쪽을 통과하면 개기일식이나 금환식은 일어나지 않고 부분 일식으로 끝나 버리는 경우도 있다.

## 발생
개기 일식은 전지구적으로는 약 18개월에 한 번씩 일어나지만, 특정한 장소에서 개기 일식이 일어날 확률은 평균 370년에 한 번 꼴이다.
지상전체로 볼 때, 한 해를 기준으로, 일식은 적어도 2회, 많으면 5회까지 일어날 수 있다.

## 발생 원인
달은 태양보다 400배 더 작다. 그러나 태양은 달보다 400배 정도 더 멀리 떨어져 있기 때문에 달이 태양과 겹쳐지면 일식이 일어나는 것이다.

## 기타
- '태양 - 달 - 지구'가 일치했을 때 일식이 일어나게 된다. 그러나 매달 태음력 신월(월령 0일)때마다 일식이 일어나지 않는 까닭은, 지구하고 달의 공전 궤도가 약 5도 정도 삐뚤어져 있기 때문이다.

- '태양 - 달 - 지구'가 정확히 일직선이 됐을 때에 일식이 일어난다. 이는 월식의 경우에도 마찬가지이다.

- 일식은 특정 지역에서만 관측이 가능하며, 월식에 비해 자주 일어나지 않는데, 진행 시간도 매우 짧다(보통 2분30초 ~ 최대 4분 정도지속).

- 일식을 볼 때에는 강한 햇빛으로 인한 각막 화상을 입을 수가 있기 때문에 절대 맨눈으로 보거나, 일반 선글라스 등을 사용해서는 안 된다.

- 용접면, 태양 필터 안경, 촛불에 그을린 유리, 셀로판지 등을 겹쳐서 사용하되, 3분 이상 관측은 피하는 것이 좋다.

- 망원경이나 카메라 같은 광학기기를 사용할 경우, 반드시 렌즈에 태양광 필터를 장착해야 한다.

## 과거의 일식(한반도의 경우)
- 1990년 1월 26일 (금환)
- 1997년 3월 9일 (부분)
- 2006년 3월 29일 (개기)
- 2009년 7월 22일 (개기)
- 2010년 1월 15일 (금환) - 아프리카 중부, 몰디브, 인도 남부, 스리랑카, 미얀마, 중국.
- 2011년 1월 4일 일식 (부분)
- 2011년 6월 1일 일식 (부분)
- 2011년 11월 25일 (부분)
- 2012년 5월 20일 일식 (금환)
- 2015년 3월 20일 (개기)
- 2016년 3월 9일 (부분)
- 2018년 8월 11일 (부분)
- 2019년 1월 6일 (부분)

- 2020년 6월 21일 (금환)

- 2021년 12월 4일 (개기)

## 미래의 일식 (부분일식은 거의 매년마다 일어나서 제외)
- 2035년 9월 2일 (강원특별자치도, 고성군의 휴전선이남 10㎞지역, 북한의 평양일대 지역, 부분(북한과 고성을 제외한 나머지 지역), 일본 도쿄도 지역 일대.
- 2049년 11월 25일 (혼성)
- 2095년 11월 27일(금환)

## 중력

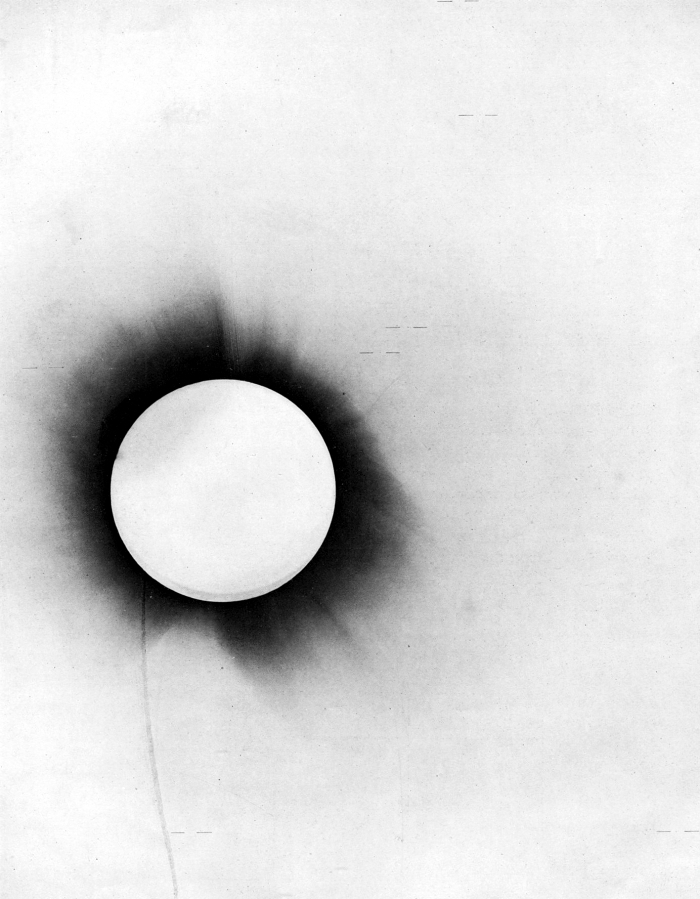
1919년 개기일식의 음화.

1919년 아서 에딩턴경은 아인슈타인의 일반 상대성 이론에 따른 중력장에서의 빛의 굴절을 일식을 통하여 관측하였다. 오늘날에는 중력 이상이 일어난다는 주장에 대해 연구하고 있다. 경제학자 모리스 알레는 진자가 일식기간 이상하게 움직이는 사실을 관측하여 알레 효과(Allais effect)라는 이름이 붙었다. 오늘날 중력을 달이 가리는 중력 가리움이 있다면 일어날 수 있는 일로 보고 이것이 사실인지 연구하고 있다.

## 점성술
1999년 8월 11일, 20세기 마지막 개기일식과 관련, 유명 스페인 디자이너이자 점성술사로도 알려진 파코 라반은 일식이 시작되면 우주정거장 미르가 파리로 추락할 것이라고 했다. 예언이 빗나가자 사과했다. 독일의 주식시장 점성술사인 우베 크라우스는 "일반적으로 개기일식은 시장을 불안하게 한다"고 말했다. 또한 미국의 투자분석가인 아치 크로포드는 "세기말에 일어나는 개기일식으로 인해 주가가 폭락할 가능성이 있다"라고 전망했지만, 예언은 빗나갔다.
2009년 7월 22일, 중국과 인도의 개기일식과 관련, 뭄바이의 한 점성술사는 인도에서 카슈미르 지방의 분리독립을 요구하는 이슬람교 원리주의 무장세력이나 국제테러조직 알 카에다에 의한 공격이 발생해 명망있는 정치지도자가 암살될 우려가 있다고 말했다. 일식을 불길하게 여기는 힌두신화의 영향으로 인도에서는 제왕절개 수술을 예정했던 임산부들의 수술날짜 변경 의뢰가 잇따랐다. 중국 네티즌들 사이에서는 "역사에 비춰보면 일식이 빈번하게 출현했던 시기에 폭동이나 전쟁, 그리고 자연재해가 발생할 확률은 95%"라는 주장을 담은 게시물이 급속도로 퍼졌다.
2017년 8월 21일, 미국의 개기일식과 관련, 크로포드 퍼스펙티브의 편집자 아치 크로포드의 뉴스레터에 따르면 2008년 1월 러시아에서 일식이 있었고, 6일이 지나 러시아는 과거 소비에트 연방 소속이었던 조지아와 전쟁을 치렀다. 크래포드는 오는 21일 예정된 개기일식을 두고 "호전적인 반응이 즉각 나타날 것"이라며 "좋든 싫든 간에 역사적인 사건이 미국과 관련해서 발생할 것"이라고 예언했다. 크로포드는 기술적 분석과 행성 주기 등을 바탕으로 미래를 예측하는 투자자문업자다.

## 같이 보기
- 월식
- 달의 일식
- 식의 계절
- 식의 주기
- 식분
- 감마 (식현상)

### 일반
- 네이버 캐스트 - 달, 태양을 삼키다 보관됨 2009-07-26 - 웨이백 머신
- 한국천문연구원 - 천문우주정보 - 일식 소개
- Solar eclipse time sequence 보관됨 2017-09-29 - 웨이백 머신
- NASA's Eclipse Home Page, Fred Espenak
- Search among the 11,898 solar eclipses over five millennium and display interactive maps
- Detailed eclipse explanations and predictions, Hermit Eclipse
- Prof. Druckmüller's eclipse photography site
- World Atlas of Solar Eclipse Paths, F. Espenak
- E-mail notification on upcoming eclipses
- Animated maps of past and future solar eclipses.

### 시력 안전
- Eye Safety During Solar Eclipses, F. Espenak (NASA Goddard Space Flight Center)
- How to Watch a Partial Solar Eclipse Safely, A. M. MacRobert (Sky & Telescope magazine)
- UK hospitals assess eye damage after solar eclipse, British Medical Journal, 1999년 8월 21일, p. 319–469